# Ezaxius
Ezaxius is een geslacht van kreeftachtigen uit de klasse van de Malacostraca (hogere kreeftachtigen).

## Soort
- Ezaxius ferachevali Matos-Pita & Ramil, 2015